# Rhubarb, le chat millionnaire
Ne doit pas être confondu avec Rhubarbe.
Pour l’article homonyme, voir Rhubarb (film, 1969).
Pour l’article homonyme, voir Rhubarb Rhubarb.
Pour plus de détails, voir Fiche technique et Distribution.
Rhubarb, le chat millionnaire est un film américain en noir et blanc réalisé en 1951, adaptation de la nouvelle Rhubarb créée en 1946 par le journaliste et humoriste H. Allen Smith. Arthur Lubin a réalisé cette comédie loufoque américaine qui met en scène le chat acteur Orangey avec Jan Sterling et Ray Milland.

## Histoire
Thaddeus J. Banner, un millionnaire excentrique qui possède une équipe de baseball, les  Brooklyn Loons, s'entiche d'un chat de gouttière (joué par le chat Orangey) poursuivi par des chiens, et l'emmène chez lui. Il le nomme « Rhubarb » (rhubarbe), qui est aussi un terme d'argot de baseball pour signifier un débat houleux ou une bagarre.
Quand le millionnaire vient à mourir, on découvre que son testament fait du chat Rhubarb son seul héritier. Ainsi, le chat devient le nouveau propriétaire de l'équipe de baseball. Eric Yeager (Milland), promoteur de l'équipe, est désigné chaperon du chat. Polly Sickles (Sterling), la fiancée d'Eric et sœur du manager de l'équipe est totalement allergique au chat, ce qui cause bien des problèmes.
Myra, la sœur de Banner, conteste avec colère le testament devant la justice.    
Quand les joueurs découvrent que leur équipe appartient à un chat, ils protestent avec véhémence, jusqu'à ce qu'Yeager les persuade que ce chat leur portera bonheur.
Les Brooklyn Loons commencent effectivement à gagner et vont même affronter la puissante équipe de  New York en championnat. Mais un preneur de paris, qui pense perdre beaucoup d'argent si les Brooklyn gagnent, décide de capturer Rhubarb. Ce dernier est activement recherché mais pendant ce temps, l'équipe du chat est en déroute. Heureusement, le chat échappe à ses ravisseurs et se retrouve juste à temps sur le terrain de jeu pour sauver la mise de son équipe.

## Fiche technique
- Production : William Perlberg, George Seaton
- Société de production : Paramount Pictures
- Sociétés de distribution : 
  - Paramount Pictures (1951) (USA) (cinéma)
  - Legend Films (1er juillet 2008) (USA) (DVD)
  - Silver Screen Archive (USA) (DVD)
- Réalisation : Arthur Lubin
- Scénario : Dorothy Davenport, Francis M. Cockrell, d'après une nouvelle de H. Allen Smith (en)
- Directeur de la photographie : Lionel Lindon
- Musique originale : Van Cleave (en)
- Montage : Alma Macrorie
- Format : Noir et blanc  - 35 mm - Ratio : 1.37 : 1 - Mix mono (Western Electric Recording)
- Durée : 94 minutes
- Langue : anglais
- Pays de production : États-Unis
- Dates de sortie : 
  - États-Unis : 29 août 1951 (New York City, New York)
  - France : 8 février 1952

## Distribution
Les principaux acteurs :
- Ray Milland :     Eric Yeager
- Jan Sterling :    Polly Sickles

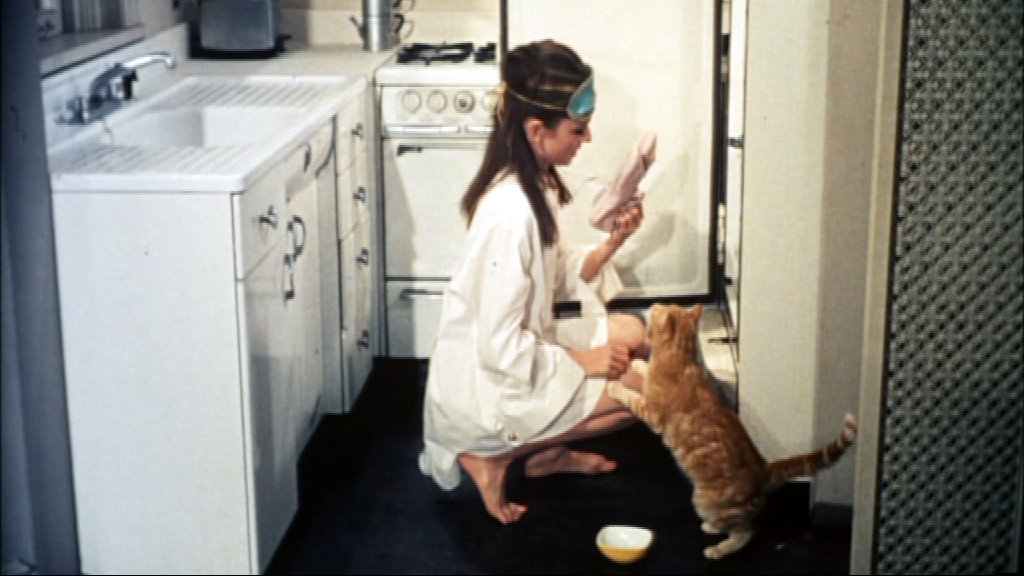
Le chat Orangey, qui incarne Rhubarb (ici, avec Audrey Hepburn dans Diamants sur canapé).

- Gene Lockhart :   Thaddeus J. Banner
- William Frawley : Len Sickles
- Elsie Holmes :    Myra Banner
- Taylor Holmes :   P. Duncan Munk
- Willard Waterman (en) : Orlando Dill
- Henry Slate (en) :     Dud Logan
- James Griffith :  Ogelthorpe 'Oggie' Meadows (comme James W. Griffith)
- Jim Hayward :     Doom
- Donald MacBride : Pheeny
- Hal K. Dawson (en) :   M. Fisher
- Orangey :         le chat Rhubarb

Acteurs non crédités : 
- Oliver Blake : le cadavre de Jones
- Strother Martin : Michael 'Shorty' McGirk
- Leonard Nimoy :   un jeune joueur de baseball
- Douglas Wood : M. Carroll

## Box office
Le film a gagné 1,45 million de dollars en 1951, selon le Box office des États-Unis.

## Récompenses
Le chat Orangey a gagné le Patsy Award de l'animal star du cinéma le plus célèbre de l'année (Picture Animal Top Star of the Year), pour son jeu d'acteur dans le film Rhubarb, le chat millionnaire et le film Diamants sur canapé (Breakfast at Tiffany's de 1961). C'est le seul animal à avoir été deux fois lauréat dans cette compétition.
Strother Martin et Leonard Nimoy n'ont pas leur nom au générique du film.